# Liridon Krasniqi
Liridon Krasniqi (Vitia, 29 maggio 1992) è un calciatore kosovaro naturalizzato malaysiano, centrocampista del Sciaffusa II.

## Biografia
Nato a Vitia, nell'allora provincia autonoma jugoslava del Kosovo.

## Carriera

### Nazionale
Il 5 marzo 2014 prende parte alla gara d'esordio internazionale della nazionale kosovara, giocando la partita pareggiata per 0-0 contro Haiti.

## Statistiche

### Presenze e reti nei club
| Stagione              | Squadra               | Campionato            | Campionato | Campionato | Coppe nazionali | Coppe nazionali | Coppe nazionali | Coppe continentali | Coppe continentali | Coppe continentali | Altre coppe | Altre coppe | Altre coppe | Totale | Totale |
| Stagione              | Squadra               | Comp                  | Pres       | Reti       | Comp            | Pres            | Reti            | Comp               | Pres               | Reti               | Comp        | Pres        | Reti        | Pres   | Reti   |
| --------------------- | --------------------- | --------------------- | ---------- | ---------- | --------------- | --------------- | --------------- | ------------------ | ------------------ | ------------------ | ----------- | ----------- | ----------- | ------ | ------ |
| gen.-giu. 2011        | Mladá Boleslav        | GL                    | 1          | 0          | CC              | 0               | 0               | -                  | -                  | -                  | -           | -           | -           | 1      | 0      |
| 2011-2012             | Mladá Boleslav        | GL                    | 0          | 0          | CC              | 0               | 0               | -                  | -                  | -                  | -           | -           | -           | 0      | 0      |
| Totale Mladá Boleslav | Totale Mladá Boleslav | Totale Mladá Boleslav | 1          | 0          |                 | 0               | 0               |                    | -                  | -                  |             | -           | -           | 1      | 0      |
| 2012-2013             | Ankaraspor            | 2. Lig                | ?          | ?          | CT              | ?               | ?               | -                  | -                  | -                  | -           | -           | -           | 0+     | 0+     |
| 2013-2014             | Fethiyespor           | 1. Lig                | 33         | 2          | CT              | 4               | 1               | -                  | -                  | -                  | -           | -           | -           | 37     | 3      |
| lug.-dic. 2014        | Ankaraspor            | 1. Lig                | 0          | 0          | CT              | 0               | 0               | -                  | -                  | -                  | -           | -           | -           | 0      | 0      |
| Totale Ankaraspor     | Totale Ankaraspor     | Totale Ankaraspor     | 0          | 0          |                 | 0               | 0               |                    | -                  | -                  |             | -           | -           | 0      | 0      |
| apr.-giu. 2015        | Kedah                 | MSL                   | 6          | 3          | CM              | 0               | 0               | -                  | -                  | -                  | -           | -           | -           | 6      | 3      |
| 2021-2022             | Odisha                | ISL                   | 16         | 0          | SC              | 0               | 0               | -                  | -                  | -                  | -           | -           | -           | 16     | 0      |
| Totale carriera       | Totale carriera       | Totale carriera       | 56         | 5          |                 | 4               | 1               |                    | -                  | -                  |             | -           | -           | 60     | 6      |

### Cronologia presenze e reti in nazionale
| Cronologia completa delle presenze e delle reti in nazionale (partite non ufficiali) ― Kosovo | Cronologia completa delle presenze e delle reti in nazionale (partite non ufficiali) ― Kosovo | Cronologia completa delle presenze e delle reti in nazionale (partite non ufficiali) ― Kosovo | Cronologia completa delle presenze e delle reti in nazionale (partite non ufficiali) ― Kosovo | Cronologia completa delle presenze e delle reti in nazionale (partite non ufficiali) ― Kosovo | Cronologia completa delle presenze e delle reti in nazionale (partite non ufficiali) ― Kosovo | Cronologia completa delle presenze e delle reti in nazionale (partite non ufficiali) ― Kosovo | Cronologia completa delle presenze e delle reti in nazionale (partite non ufficiali) ― Kosovo |
| Data                                                                                          | Città                                                                                         | In casa                                                                                       | Risultato                                                                                     | Ospiti                                                                                        | Competizione                                                                                  | Reti                                                                                          | Note                                                                                          |
| --------------------------------------------------------------------------------------------- | --------------------------------------------------------------------------------------------- | --------------------------------------------------------------------------------------------- | --------------------------------------------------------------------------------------------- | --------------------------------------------------------------------------------------------- | --------------------------------------------------------------------------------------------- | --------------------------------------------------------------------------------------------- | --------------------------------------------------------------------------------------------- |
| 5-3-2014                                                                                      | Kosovska Mitrovica                                                                            | Kosovo                                                                                        | 0 – 0                                                                                         | Haiti                                                                                         | Amichevole                                                                                    | -                                                                                             | 71’                                                                                           |
| Totale                                                                                        |                                                                                               | Presenze                                                                                      | 1                                                                                             |                                                                                               | Reti                                                                                          | 0                                                                                             |                                                                                               |

| Cronologia completa delle presenze e delle reti in nazionale ― Malaysia | Cronologia completa delle presenze e delle reti in nazionale ― Malaysia | Cronologia completa delle presenze e delle reti in nazionale ― Malaysia | Cronologia completa delle presenze e delle reti in nazionale ― Malaysia | Cronologia completa delle presenze e delle reti in nazionale ― Malaysia | Cronologia completa delle presenze e delle reti in nazionale ― Malaysia | Cronologia completa delle presenze e delle reti in nazionale ― Malaysia | Cronologia completa delle presenze e delle reti in nazionale ― Malaysia |
| Data                                                                    | Città                                                                   | In casa                                                                 | Risultato                                                               | Ospiti                                                                  | Competizione                                                            | Reti                                                                    | Note                                                                    |
| ----------------------------------------------------------------------- | ----------------------------------------------------------------------- | ----------------------------------------------------------------------- | ----------------------------------------------------------------------- | ----------------------------------------------------------------------- | ----------------------------------------------------------------------- | ----------------------------------------------------------------------- | ----------------------------------------------------------------------- |
| 28-5-2021                                                               | Riffa                                                                   | Bahrein                                                                 | 2 – 0                                                                   | Malaysia                                                                | Amichevole                                                              | -                                                                       |                                                                         |
| 3-6-2021                                                                | Dubai                                                                   | Emirati Arabi Uniti                                                     | 4 – 0                                                                   | Malaysia                                                                | Qual. Mondiali 2022                                                     | -                                                                       |                                                                         |
| 11-6-2021                                                               | Dubai                                                                   | Malaysia                                                                | 1 – 2                                                                   | Vietnam                                                                 | Qual. Mondiali 2022                                                     | -                                                                       | 77’ 89’                                                                 |
| 15-6-2021                                                               | Dubai                                                                   | Thailandia                                                              | 0 – 1                                                                   | Malaysia                                                                | Qual. Mondiali 2022                                                     | -                                                                       | 80’                                                                     |
| Totale                                                                  |                                                                         | Presenze                                                                | 4                                                                       |                                                                         | Reti                                                                    | 0                                                                       |                                                                         |